# Stanzach
Stanzach is een gemeente in het district Reutte in de Oostenrijkse deelstaat Tirol.
Stanzach ligt bij de inmonding van het Namloser Tal in het Lechtal. Het dorp werd in 1294 voor het eerst officieel vermeld. Naast het hoofddorp behoort ook het bergweidedorp Fallerschein tot de gemeente. Verder liggen tal van huizen verspreid op een terras langs de Lech. Stanzach telt ongeveer 120 huishoudens. De huisberg van de gemeente is de Nerenkopf, die zich in het zuidelijke deel van Stanzach bevindt.
Stanzach zelf is opgedeeld in de wijken Hinter Egg, Rain, Froschloch, Dorf, Äule, Darr, Sand, Rauth en Blockau.
Zoals de rest van het Lechtal viel Stanzach tot 1266 onder het bewind van de familie van Hohenstaufen. Sindsdien maakt het pas deel uit van Tirol. Volgens een anekdote zou de Oost-Duitse politicus Walter Ulbricht korte tijd in een meubelmakerij in Stanzach werkzaam zijn geweest.
De naam Stanzach zou zijn afgeleid van Stanzahe, wat zoiets betekent als "oponthoud en onderkomen". Mogelijk vormde Stanzach in vroegere tijden een rustplaats voor houtarbeiders die werkzaam waren in de omgeving. Tegenwoordig is Stanzach een plaats die leeft van het winter- en het zomertoerisme.
Bach · Berwang · Biberwier · Bichlbach · Breitenwang · Ehenbichl · Ehrwald · Elbigenalp · Elmen · Forchach · Grän · Gramais · Häselgehr · Heiterwang · Hinterhornbach · Höfen · Holzgau · Jungholz · Kaisers · Lechaschau · Lermoos · Musau · Namlos · Nesselwängle · Pfafflar · Pflach · Pinswang · Reutte · Schattwald · Stanzach · Steeg · Tannheim · Vils · Vorderhornbach · Wängle · Weißenbach am Lech · Zöblen
- Gemeinsame Normdatei: 4408454-7
- Virtual International Authority File: 241195891